# Петер Густав Льожон Дирихле
Йохан Петер Густав Льожон Дирихле (на немски: Johann Peter Gustav Lejeune Dirichlet) е германски математик, на когото се приписва съвременната формална дефиниция на понятието функция. Трудовете му са в областите теория на числата, математически анализ, механика и математическа физика.

## Биография
Семейството на Дирихле произхожда от белгийския град Richelet, откъдето произлиза и името му „Lejeune Dirichlet“ („le jeune de Richelet“, което на френски значи „младежът от Richelet“).
Дирихле е роден в Дюрен (Северен Рейн-Вестфалия), където баща му бил началник на пощенската станция. Получава образованието си в Германия, а после и във Франция, където негови учители са много от най-прославените математици на това време. Преподава му и Георг Ом.
Докато живее в Париж и следва в Колеж дьо Франс, се прехранва с преподаване на частни уроци по математика. Завършва през 1825 г. и се връща в Германия. През 1827 г. заминава за Вроцлав, където става доцент. Между 1832 и 1855 г. преподава в Берлин, след което е поканен в Гьотингенския университет да заеме мястото на Карл Фридрих Гаус. Дирихле се жени за Ребека Менделсон Бартолди, сестра на композитора Феликс Менделсон Бартолди и внучка на философа Мозес Менделсон.
Първата статия на Дирихле, посветена на Последната теорема на Ферма, съдържа частично доказателство за случая n = 5, което е довършено от единия от рецензентите на статията, Адриан-Мари Льожандър. Почти по същото време и Дирихле успява да завърши доказателството си, а по-късно доказва теоремата и за случая n = 3.
Дирихле е първият математик, който прави системно приложение на аналитични функции в теорията на числата. Освен в тази област на математиката, Дирихле има приноси в теорията на потенциала, редовете на Фурие, вариационното смятане.
Сред учениците на Дирихле са Фердинанд Готхолд Айзенщайн, Леополд Кронекер и Рудолф Липшиц.
След смъртта на Дирихле, лекциите и резултатите му по теория на числата биват събрани, обработени и публикувани от неговия приятел и колега Рихард Дедекинд, в книга, озаглавена „Лекции по теория на числата“ („Vorlesungen über Zahlentheorie“).